# Емират Трансјордан
Емират Трансјордан (арап.  — „Емират источно од Јордана”) био је британски протекторат успостављен 11. априла 1921, који је као такав остала до стицања формалне независности 1946. године.
Након пораза Османског царства у Првом свјетском рату, регион Трансјордана је био под управом Администрације окупираних непријатељских територија — Исток; након британског повлачења 1919, регија је стекла фактично признање као дио Арапске Краљевине Сирије под Хашемитима, која је обухватала територије које су се углавном састојале од данашње Сирије и Јордана. Трансјордан је постао ничија земља након битке код Мајсалуна у јулу 1920, током које су Британци у сусједној Мандатној Палестини одлучили да избјегну „сваку дефинитвну веза између ње и Палестине”. Абдулах је ступио у регију у новембру 1920, преселивши се у Аман 2. марта 1921; касније током мјесеца је одржана конференција са Британцима током које је договорено да ће Абдулах ибн Хусеин управљати територијом под окриљем Британског мандата за Палестину са потпуно самоуправним системом.
Хашемити су владали протекторатом, као и сусједним Мандатним Ираком и, до 1925, Краљевином Хиџаз на југу. Емират је 25. маја 1946. постао „Хашемитска Краљевина Трансјордан”, стекавши пуну независност 17. јула исте године у складу са Лондонским уговором, чије ратификације су размијењене у Аману.
Након анексије Западне обале у Палестини 1949. и „сједињења” обје обале ријеке Јордан, земља је уставно преименована у „Хашемитску Краљевину Јордан”, познатија као Јордан.

## Позадина
Од јула 1915. до марта 1916. размијењен је низ од десет писама између шерифа Меке Хусеина ибн Алија и британског високог комесара за Египат потпуковника сер Хенрија Макмагона. У писмима — посебно оним од 24. октобра 1915 — британска влада се сложила да призна арапску независност након рата у замјену да шериф Меке покрене арапски устанак против Османског царства. Подручје арапске независности одређено је као „у ограничењима и границама које је предложио шериф Меке”, са изузетком приобалном подручја које лежи западно од „каза Дамаск, Хомс, Хама и Алепо”; опречна тумачења овог описа изазвала су велике контроверзе у наредним годинама.
Оптилике истовремено, потписан је још један тајни уговор између Уједињеног Краљевства и Француске (уз сагласност Русије и Италије) да би се одрадиле њихове обострано договорене сфере утицаја и контроле у евентуалној подјели Османског царства. Примарни преговори који су довели до споразума одржани су између 23. новембра 1915. и 3. јануара 1916; 3. јануара британски дипломата Марк Сајкс и његов француски колега Франсоа Жорж-Пико парафирали су договорени меморандум. Споразум су ратификовале њихове владе 9. и 16. маја 1916. године. Споразум је додијелио Уједињеном Краљевству контролу над данашњим јужним Израелом и Палестином, Јорданом и јужним Ираком, као и додатно мало подручје око луке Хаифа и Акра, који би се омогућио приступ Средоземљу. Палестина, са мањим границама него касније Мандатна Палестина, требала је да потпадне под „међународну управу”. Споразум је првобитно коришћен као основа за Англо-француски  из 1918, који је осигурао оквир за Управу окупиране непријатељске територије на Леванту. Убрзо након рата, Фрацуска је уступила Палестину и Мосул Британцима. Географско подручје које је касније постало Трансјордан, додијељено је Британцима.

### Позна османска власт
Под османском влашћу, већина Трансјордана била је дио Сиријског вилајета, првенствено Хауранског и Маанског санцака. Становници сјеверног Трансјордана су традиционално били везани за Сирију, а становници јужног са Арапским полуострвом. Није постојала османска каза под именом Трансјордан, постојале су казе Ајлун, Балка, Карака и Маан. У другој половини 19. вијека, Танзимат је поставио темеље за обрзовање државе у овој области. Хиџашка жељезничка пруга је завршена 1908. и у великој мјери је олакшала пут на хаџ сиријском рутом од Дамаска, као и проширење османског војног и административног домена на југ.

## Успостављање Емирата

### Арапски устанак и Краљевина Сирија
Током Првог свјетског рата, велики дио борби Арапског устанка водио се на подручју Трансјордана. Уз помоћ официра британске војске Т. Е. Лоренса, шериф Меке Хусеин ибн Али је предводио успјешну побуну која је допринијела поразу Османског царства и његовом парчању. Послије битке код Акабе 1917, османске снаге су биле принуђене да се повуку из града. Британско министарство иностраних дјела је 1918. у извјештају о арапском положају источног од Јордана, наводи: „Почетком 1918, убрзо након што је освојен јужни дио Палестине, Форин офис је утврдио да треба признати Фејсалову власт над подручјем које контролише источно од ријеке Јордан. Можемо да потврдимо ово наше признање чак и ако наше снаге тренутно не контролишу већи дио Трансјордана.” У марту 1920, Фејсал ибн Хусеин је у Дамаску прогласио Хашемитску Краљевину Сирију, која је обухватала већину онога што је касније постао Трансјордан. У овом тренутку, на ријетко насељен јужни дио Трансјордан полагале су право и Фејсалова Сирија и Краљевина Хиџаз његовог оца. Након додјељивања мандата Француској и Британији на Санремској конференцији у априлу, Британци су од 1. јула 1920. именовали Херберта Семјуела за високог комесара у Палестини са надлежношћу за област западно од Јордана.

### Пут до Емирата
Након што су Француска успјешном опсадом Дамаска 24. јула 1920. укинули Краљевину Сирију, Трансјордан је за кратко вријеме постао ничија земља или, како је Семјуел рекао, „… политички напуштена”. У августу 1920. одбачен је Семјуелов захтјев да се граница британске територије прошири преко ријеке Јордан и да се Трансјордан стави под административну контролу. Британски министар иностраних дјела Керзон је умјесто тога предложио да се британски утицај у Трансјордану унаприједи слањем неколико политичких званичника, без војне пратње, да подстакну самоуправу и удијеле савјете мјесним вођама територије. По Керзоновим упутствима, Семјуел је организовао састанак са трансјорданским вођама, гдје је представио британске планове за територију. Мјесне вође су добили увјерења да Трансјордан неће доћи под палестинску управу и да неће бити разоружања или регрутације. Семјуелови услови су прихваћени, он се вратио у Јерусалим, остављајући капетана Алека Киркбрајда као британског представника источно од ријеке Јордан, све до доласка Абдулаха, брата недавно свргнутог краља Фејсала, који је 21. новембра 1920. умарширао у Маан предводећи армију од 300 људи из хеџаског племена Отајба. Без суочавања са противницима, Абдулах и његова армија су ефективно заузели већи дио Трансјордана до марта 1921. године.

### Веза са Палестином
Почетком 1921, прије сазивања Каирске конференције, Средњеисточно одјељење Колонијалне канцеларија представило је ситуацију на сљедећи начин:
Под мандатом треба повући разлику између Палестине и Трансјордана. Влада Његовог величанства је одговорна према условима мандата за успостављање националног огњишта у Палестини за јеврејски народ. Они су такође обећани увјеравањима датим шерифу Меке 1915. да ће признати и подржати независност Арапа у оним дијеловима (турског) Дамаског вилајета у којима су слободни да дјелују без штете по француске интересе. Западна граница турског Дамаског вилајета прије рата била је ријека Јордан. Палестина и Трансјордан, дакле, не стоје сасвим на истој основи. Истовремено, ове двије области су економски међусобно зависне и њихов развој се мора посматрати као један проблем. Даље, Влади Његовог величанства је повјерен Мандат за „Палестину”. Ако желе да остваре своје право на Трансјордан и да избјегну подизање правног статуса те области са другим силама, то могу учинити само под претпоставком да Трансјордан чини дио области обухваћене Палестинским мандатом. У недостатку ове претпоставке, Трансјордан би, према Члану 132. Севрског уговора, био остављен на располагање главним савезничким силама. Морју се пронаћи неки начини да се у Трансјордану спроведу услови Мандата у складу са „признавањем и подршком независности Арапа”.
Каирску конференцију у марту 1921. сазвао је Винстон Черчил, тадашњи британски секретар за колоније. Пошто су мандати Палестине и Ирака додијељени Британији, Черчил је желио да се консултује са стручњацима са Средњи исток. На његов захтјев, Гертруд Бел, Перси Кокс, Т. Е. Лоренс, Кинахан Корнвалис, Арнолд Т. Вилсон, ирачки министар рата Џафар ел Аскари, ирачки министар финансија Сасон Хескајл и други, окупили су се у Каиру у Египту. Додатно отворено питање била је политика коју је требало усвојити у Трансјордану како би се спријечило покретање антифранцуских војних акција унутар савезничке британске зоне утицаја. Хашемити су били Придружене силе током рата и мирно рјешење је било хитно потребно. Двије најзначаније одлуке Конференције биле су да се ирачки пријесто понуди емиру Фејсалу ибн Хусеину (постао је Фејсал I од Ирака), а Емират Трансјордан његовом брату Абдулаху ибн Хусеину (постао Абдулах I од Трансјордана). Конференција је дала политички план за британску администрацију и у Ираку и у Трансјордану, а нудећи ове двије регије синовима Хусеина ибн Алија, Черчил је изјавио да би дух, ако не и слово, британских ратних обећање Арапима могао бити испуњен. Након даљих разговора Черчила и Абдулаха у Јерусалиму, обострано је договорено да Трансјордан буде примљен у палестинско мандатно подручје као арапска земља одвојена од Палестине, с тим да ће у почетку шест мјесеци бити по номиналном влашћу емира Абдулах и да неће бити дио националног огњишта за Јевреје, које би било успостављено западно од ријеке Јордан. Абдулах је именован за емира у априлу 1921. године.
Правни савјетници министарстава иностраних дјела и за колоније 21. марта 1921. одлучили су да уведу Члан 25. у Мандат за Палестину, којим је Трансјордан стављен под палестински мандат и наведено да на тој територији Британија може „одложити или задржати” те чланове мандата који се односе на националног огњиште за Јевреје. Карзон га је одобрио 31. марта 1921, а ревидирани коначни нацрт мандата (укључујући Трансјордан) прослијеђен је Друштву народа 22. јула 1922. године. У августу 1922, британска влада је представила Друштву народа меморандум према којем ће Трансјордан бити укључен у мандат, без примјене одредби везаних за насељавање Јевреја. Трансјордански меморандум је Савјет Друштва народа усвојио 16. септембра 1922. као додатак Мандату за Палестину.

### Успостављање
Абдулах је успоставио своју владу 11. априла 1921. године. Територија којом је Британија управљала западно од ријеке Јордан била је Палестина, док је источно од Јордана био Трансјордан. Технички, били су под једним мандатом, али у већини званичних докумената се према њима односило као према два одвојена мандата. Палестинска Наредба у Савјету из 1922, који је успоставио правну основу за Мандатарну владу у Палестини, експлицитно је искључио Трансјордан из њене примјене, осим што су Високом комесару додијељена одређена дискрециона права. У априлу или мају 1923. Трансјордан је добио одређени степен независности са Абдулахом као владаром и Сент-Џоном Филбијем као главним представником.
Хашемитски емир Абдулах, старији син британског ратног савезника Хусеина ибн Алија, постављен је на пријесто Трансјордана. Примјенљиви дијелови Мандата за Палестину наведени су у одлуци од 16. септембра 1922, којом је потврђена посебна управа Трансјордана. Владу територије је, према мандату, образовао Абдулах. Британија је признала Трансјордан као независну владу 15. маја 1923. и постепено се одрицала контроле, ограничавајући свој надзор на финансијска, војна и спољнополитичка питања. То је утицало на циљеве ревизионистичког ционизма, коки је тражио државу на обје обале Јордана. Покрет је тврдио да је практично одвојио Трансјордан од Палестине и тако смањио подручје на којим би се могла успоставити будућа јеврејска држава у регији.

### Границе
Јужна граница Трансјордана и Арабије сматрана је за стратешки важну за Трансјордан, како би се стекао излаз на море, с намјером приступа преко луке Акаба. Јужна регија Маан—Акаба, велика област са само 10.000 становника, била је под управом Администрације окупираних непријатељских територија (АОНТ) — Исток (касније Арапска Краљевина Сирија, затим Мандатни Трансјордан) и на њу је полагала право и Краљевина Хиџаз. У АОНТ — Исток, Фејсал је именовао кајмакама (или подгувернера) у Маану, будући да је кајмакама у Акаби, „некажњено занемарио и Хусеина у Меки и Фејсала у Дамаску”, од Хусеина добио инструкције да прошири своја овлашћења на Маан. Овај технички спор није довео до било каквог вида отворене борбе, а Краљевина Хиџаз је требала да успостави фактичку контролу након што је Француска поразила Фејсалову администрацију. Након саудијског осваја Хиџаза од 1924. до 1925, Хусеинова армија је побјегла у регију Маана, када је званично објављено да Трансјордан анектира ту регију. Ибн Сауд је приватно пристао да поштује овај став у размјени писама током потписивања Џедског уговора 1927. године.
Регија Негев је додата Палестини 10. јула 1922, након што га је британски представник Џон Филби уступио „у име Трансјордана”. Абдулах је крајем 1922. и поново 1925. тражио да се Негев препусти Трансјордану, али је то одбијено.
Положај источне границе Трансјордана и Ирака сматран је стратешким у погледу предложене изградње нафтовода Киркук—Хаифа. Први пут је постављена 2. децембра 1922. у уговору у којем Трансјордан није био страна — Укаирским протоколом између Ирака и Неџда. Описан је западни крај границе између Ирака и Неџда као „Џабел Аназан који се налази у близини пресјека 32 степена сјеверне географске ширине и 39 степена источне географске дужине између Ирака и Неџда”, чиме се имплицитно потврђује као тачка у којој граница Ирака и Неџда постала граница Трансјордана и Неџда. То је посљедица Лоренсовог приједлога из јануара 1922. да се Трансјордан прошири тако да обухвата Вади Сирхан све до југа до Ел Џауфа, како би се заштитио британски пут ка Индији и обуздао Ибн Сауд.
Француска је сиријски округ Рамта препустила 1921. године.

### Становништво
Што се тиче демографије, Британци су 1924. изјавили: „Попис становништва није обављен, али се сматра да је број око 200.000, од којих су око 10.000 Черкези и Чечени; има око 150.000 хришћана, а остали су, углавном, Арапи муслимани”. Током мандатног периода није вршен попис, али се процјењује да је становништво до раних 1940-их порасло на 300.000—350.000.
| Територија                                                         | Бр. становника |
| ------------------------------------------------------------------ | -------------- |
| Аџлун, обухвата Ирбид, Џераш и Бани Хасан и бедуине Мафрак         | 100.000        |
| Балка, обухвата Ел Салт, Аман и Мадабу                             | 80.000         |
| Ел Карак, укључујући Тафилу                                        | 40.000         |
| Маан, Акаба и Табук (данас у Саудијској Арабији)                   | 10.000         |
| Укупно                                                             | 230.000        |
| Процјене Фицроја Сомерсета и Фредерика Пика, 14. март 1921, 733/15 |                |

### Одбрана
Најозбиљније пријетње Абдулаховом положају у Трансјордану били су упади вахабске милиције Ихван из Неџда у јужне дијелове територије. Емир је био немоћан да сам одбије нападе и морао је да се помоћ обрати Британцима, који су имали војну базу са малим ваздухопловним снагама у Марки, близу Амана. Британска армија била је главна препрека Ихвану од 1922. до 1924, а такође је помагала Абдулаху у гушењу мјесних побуна у Кури 1921. и Адванове побуне 1923. године.

## Успостављање краљевине
Пренос власти на арапску владу одвијао се постепено у Трансјордану, почевши од именовања Абдулаха за емира Трансјордана 1. априла 1921. и образовања његове прве владе 11. априла 1921. године. Независна управа је призната у изјави која је објављена (изјава усаглашена у октобру 1922. након одобрења ревидираног мандата 16. септембра 1922. са објављивањем условљеном испуњавањем пробног рока) у Аману 25. маја 1923: „Подложно одобрењу Друштва народа, Његово британског величанство ће признати постојање независне владе у Трансјордану под влашћу Његовог височанства емира Абдулаха, под условом да је таква влада уставна и ставља Његово британског величанство у положај да испуни своје међународно обавезе везане за територију путем Споразума који ће бити закључен са Његовим височанством.”
Током једанаесте сједнице Сталне мандате комисије Друштва народа 1927, Џон Е. Шакбург је резимирао статус Трансјордана:
Није дио Палестине, али је дио подручја којим управља британска влада под надлежношћу Палестинског мандата. Тамошњи специјални аранжмани заиста сежу до старе контроверзе о нашим ратним захтјевима Арапима које не желим да оживљавам. Поента је да, по нашем сопственом тумачењу тих обећања, земља источно од Јордана — иако не земља западно Јордана — спада у подручје за које смо током рата обећали да ћемо признати и подржати независност Арапа. Трансјордан је у потпуно другачијем положају од Палестине и сматрало се да је неопходно да се тамо направе посебни аранжмани.

### Уговор из 1928. године
Поренос већине административних функција одвио се 1928, укључујући и стварање положаја високог комесара за Трансјордан. Статус мандата није промијењен споразумом Британије и Емирата 20. фебруара 1928. године. Признала је постојање независне владе у Трансјордану и дефинисала и ограничила њена овлашћења. Ратификације су размијењене 31. октобра 1929. године.
Трансјордан је остао под британском контролом све до закључења првог трансјорданског уговора 1928. године. Трансјордан је постао номинално независан, иако су Британци и даље задржали војно присуство и контролу иностраних послова и задржали одређену финансијску контролу над Емиратом. Био је то пропали одговор на захтјеве Трансјордана за потпуно суверенитетом и независном државом, неуспјех који је довео до широко распрострањеног незадовољства међу Трансјорданцима, што их је навело да траже националну конференцију (25. јул 1928), прву те врсте, која би испитала чланове уговора и усвојила план политичког дјеловања.

### Независност 1946. године
Британски министар иностраних дјела Ернест Бевин је у говору на Генералној скупштини Уједињених нација 17. јануара 1946. објавио да британска влада намјерава да предузме кораке у блиској будућности ка успостављају Трансјордана као независне и суверене државе. Британска влада и емира Трансјордана потписали су Лондонски уговор 22. марта 1946. као механизам за признање пуне независности Трансјордана након ратификације у парламентима обје земље. Предстојећу независност Трансјордана признало је Друштво народа 18. априла 1946. на посљедњој сједници те организације. Емират Трансјордан је 25. маја 1946. постао „Хашемитска Краљевина Трансјордан”, када је трансјордански парламент донио одлуку о преименовању емира у краља на дан ратификације Лондонског уговора. Дан независности у Јордану се обиљежава 25. маја, иако је званично мандат за Трансјордан престао 17. јула 1946. када су у складу са Лондонским уговором у Аману размијењене ратификације и Трансјордан стекао пуну независност. Званично име земље промијенио је у „Хашемитска Краљевина Јордан” 1949. године.
Када је краљ Абдулах поднио захтјев за чланство у Уједињеним нацијама, Совјетски Савез је уложио вето, наводећи да земља није „потпуно независна” од британске контроле. То је резултирало још једним споразумом са Британијом у марту 1948. у којем су уклоњена сва ограничења суверенитета. Упркос томе, Јордан није био пуноправни члан УН све до 14. децембра 1955. године. Англо-америчким споразумом, познат као Палестинска мандатна конвенција, Сједињеним Државама је дозвољено да одложе било какву једнострану британску акцију за укидање мандата. У ранијем проглашењу независности Сирије и Либана речено је да „независност и суверенитет Сирије и Либана неће утицати на правно стање, како произилази из Мандатног акта. Заиста, ова ситуација би се могла промијенити само уз сагласност Савјета Друштва народа, уз сагласност Владе Сједињених Државе, потписнице Франко-америчке конвенције од 4. априла 1924.”
Сједињене Државе су усвојиле политику по којој ће формални престанак мандата за Трансјордан слиједити ранији преседан који је успоставио француски Мандат за Сирију и Либан. То је значило да би раскид био признат по пријему Трансјордана у УН као потпуно независне државе. Амерички конгресмени унијели су резолуције у којима се захтјева од представника Сједињених Држава у УН да тражи одлагање било каквог међународног одређивања статуса Трансјордана, док се не утврди будући статус Палестине у цјелини. Амерички Државни секретаријат је такође добио правни аргумент од рабина Вајза и Силвера, који су се противили независности Трансјордана. На Пентагонској конференцији 1947, Сједињене Државе су обавијестиле Британију да ускраћује признање Трансјордана док УН не донесу одлуку о палестинском питању.
Трансјордан је поднио захтјев за чланство у УН 26. јуна 1946. године. Пољски представник је рекао да се не противи независности Трансјордана, али је тражио да се пријава одложи за годину дана на основу тога што нису спроведене правне процедуре које захтјева Повеља Друштва народа. Британски представник је одговорио да је Друштво народа већ одобрило прекид мандата у Трансјордану. Када се гласало о том питању, апликација Трансјордана је добила потребан број гласова, али је на њу ставио вето Совјетски Савез који није одобрио чланство ниједној држави са којом није имао дипломатске односе. За рјешавање овог и сличних проблема које су изазвали вето на чланства, Ирској, Португалији, Аустрији, Финској и Италији било је потребно неколико година и много гласова. Јордан је коначно примљен у чланство 14. децембра 1955. године.